# Nuccio Iovene
Nuccio Iovene, all'anagrafe Antonio Iovene (Roma, 30 ottobre 1955), è un politico italiano, già senatore della Repubblica Italiana.

## Biografia
Alle elezioni politiche del 13 maggio 2001, viene eletto senatore per la lista de L'Ulivo in Calabria, nel collegio n. 6 (Vibo Valentia).
Membro del gruppo parlamentare Democratici di Sinistra - l'Ulivo nella XIV legislatura, dal 30 maggio 2001 al 27 aprile 2006, è nella 13ª Commissione permanente (Territorio, ambiente, beni ambientali) dal 22 giugno 2001 al 27 aprile 2006 e nella Commissione straordinaria per la tutela e la promozione dei diritti umani dal 18 settembre 2001 al 27 aprile 2006. Entrato l'11 luglio 2001 nella Commissione parlamentare per le questioni regionali, ne è segretario dal 12 luglio 2001 al 27 aprile 2006
Alle elezioni politiche del 2006 viene riconfermato al Senato fra le file dei Democratici di Sinistra nella XVIII circoscrizione (Calabria), eletto in sostituzione di Nicola Latorre che optò per la XVI circoscrizione (Puglia). Nella XV legislatura (28 aprile 2006 - 28 aprile 2008) è membro del gruppo L'Ulivo fino al 15 maggio 2007, passando poi dal 16 maggio 2007 nel gruppo Sinistra Democratica per il Socialismo Europeo. È nella 4ª Commissione permanente (Difesa) dal 6 marzo 2007 al 16 maggio 2007, nella 12ª Commissione permanente (Igiene e sanità) dal 6 giugno 2006 al 6 marzo 2007 e dal 17 maggio 2007 al 28 aprile 2008, nella Commissione speciale per la tutela e la promozione dei diritti umani dall'8 ottobre 2007 al 28 aprile 2008 e nella Commissione parlamentare d'inchiesta sul fenomeno della criminalità organizzata mafiosa o similare dal 13 novembre 2006 al 28 aprile 2008.
Alle elezioni politiche del 2008 si candida alla Camera dei deputati nella lista La Sinistra l'Arcobaleno in Calabria ma non viene eletto in quanto la lista non supera la soglia di sbarramento.
Dal 2010 è membro dell'assemblea nazionale di Sinistra Ecologia Libertà.
Nel dicembre 2012 si è candidato alle primarie di SEL in Calabria, indette per eleggere i candidati del partito al Parlamento italiano in vista delle elezioni politiche dell'anno successivo. Il 27 dicembre 2012, tuttavia, ha ritirato la sua candidatura.